# Warmduscher
I Warmduscher sono un gruppo musicale post-punk britannico formatosi nel 2014 a Londra.
Il gruppo è formato da Craig Higgins (Clams Baker Jr.), Benjamin Romans-Hopcraft (Mr. Salt Fingers Lovecraft), Adam J. Harmer (Quicksand), Quinn Whalley (The Witherer), Marley Mackey (Three Piece aka the Worm) e Bleu Ottis (Bleucifer).

## Storia
Il gruppo si è formato in occasione della vigilia di Capodanno del 2014 per uno spettacolo improvvisato durante una festa casalinga. La formazione iniziale era costituita da Higgins come cantante e Harmer alla batteria, assieme a Saul Adamczewski e Lias Kaci Saoudi dei Fat White Family rispettivamente al basso e alla chitarra. Successivamente, la band continuò come quintetto, con Everett alla batteria, Romans-Hopcraft al basso e Whalley alla tastiera, al posto di Adamczewski e Saoudi.

## Carriera
L'album di debutto della band, Khaki Tears, è stato pubblicato dalla casa discografica Trashmouth Records l'11 maggio 2015. Il titolo dell'album è stato spiegato dalla band come "il tempo che ci vuole per trovare il coraggio per qualcosa" e "la capacità di piangere mentre mangi la tua torta, indipendentemente da cosa sia fatta".
All'album è seguito il singolo Big Wilma/Neon Tongues, prodotto da Dan Carey e pubblicato dall'etichetta di The Leaf Label il 12 gennaio 2018. I Clash hanno definito la musica del gruppo come "le esperienze più abiette, depravate e decisamente assuefacenti nell'underground londinese in questo momento".
Il secondo album dei Warmduscher, Whale City, è stato pubblicato con la stessa casa discografica il primo giugno 2018 ed è stato descritto dalla band come "un parco giochi per chi è andato oltre la propria zona di comfort". Standing On The Corner, il secondo singolo di Whale City, è stato pubblicato il 6 aprile 2018 ed è stato definito come un "colpo di grazia" da Clash Magazine. Il 16 maggio 2018 è uscito il terzo singolo, 1000 Whispers. Saul Adamczewski lasciò la band poco dopo la registrazione di Whale City e Adam J Harmer, compagno di band della Fat White Family, è diventato il chitarrista dei Warmduscher.
L'11 novembre 2019, la band ha pubblicato il terzo album Tainted Lunch, che vanta le collaborazioni di Iggy Pop e Kool Keith. L'album è stato registrato in soli quattro giorni e ha ottenuto ampi consensi. BBC Radio 6 Music ha posizionato l'album al sesto posto nella classifica Album dell'anno 2019 e The Line Of Best Fit gli ha assegnato un 9/10, definendo l'album "grintoso, vivace, gustoso e veramente, veramente sporco".
In occasione del Record Store Day del 2020, i Warmduscher hanno pubblicato European Cowboy. L'EP contiene tre remix dei Soulwax, Savage Gary e Decius, ed era limitato a 1000 copie in vinile.
Nel luglio 2022,è stato pubblicato l'album At The Hotspot, prodotto da Al Doyle e Joe Goddard.
Il 9 luglio 2024, è stato pubblicato il singolo Fashion Week.

## Origine del nome
Il nome "Warmduscher" viene dal tedesco e sta letteralmente per "qualcuno che si fa una doccia calda", termine colloquiale dispregiativo che si riferisce a qualcuno percepito come uno smidollato, o come non abbastanza duro per la vita.

## Discografia

### Album in studio
- Khaki Tears (2015)
- Whale City (2018)
- Tainted Lunch (2019)
- At the Hotspot (2022)
- Body Count (2024)

### EP
- European Cowboy (2020)

### Singoli
- "1000 Whispers" (2018)
- "Standing On The Corner" (2018)
- "Big Wilma/Neon Tongues" (2018)
- "Midnight Dipper" (2019)
- "Disco Peanuts" (2019)
- "Wild Flowers" (2022)
- "Fatso" (2022)
- "8 Minute Machines" (2022)